# Chalepus pici
Chalepus pici es un coleóptero de la familia Chrysomelidae.
Fue descrita científicamente en 1959 por Descarpentries & Villiers.